# François-Xavier Poizat
François-Xavier Poizat (* 18. August 1989 in Grenoble) ist ein französisch-schweizerischer Pianist.

## Leben
Der französisch-schweizerische Pianist wurde 1989 in Grenoble geboren. Er ist Sohn einer chinesischen Mutter und eines französisch-schweizerischen Vaters und begann im Alter von vier Jahren mit dem Klavierspiel.
Seine Ausbildung erhielt er von Alexeï Golovin und Jewgeni Koroljow und wurde von dem argentinischen Pianisten Nelson Goerner unterstützt. Poizat gab im Alter von elf Jahren in Genf sein erstes Konzert. Martha Argerich lud ihn als Zwölfjährigen zur Teilnahme am Pacific Music Festival nach Japan ein und beschrieb ihn als »einen jungen Pianisten mit einem tiefen Lyrismus und einer erstaunlichen Virtuosität«.
Poizat lebt in New York und studiert an der Juilliard School. Neben der klassischen Musik spielt Poizat gern Jazz und treibt Kampfsport.

## Auftritte
Poizat trat bereits in mehr als 22 Ländern auf. Er gab Klavierabende im Rahmen internationaler Festivals, wie des »Pacific Music Festival«, des Festivals von La Roque d’Anthéron, des Progetto Martha Argerich, und des Septembre Musical de Montreux. Unter der Leitung von Dirigenten wie Neeme Järvi, Philippe Béran, Lukasz Borowicz, Thierry Fischer und Frédéric Chaslin führte er Klavierkonzerte auf.

## Auszeichnungen
Poizat erhielt 2004 den Grand Prix beim Wettbewerb »Romantischer Stern« in Kassel, 2007 den »Prix Jeune Soliste« der Radios Francophones Publiques in 2007, den ersten Preis beim Internationalen Musikwettbewerb für die Jugend in 2009 in Oldenburg sowie den ersten Preis beim Elise-Meyer-Wettbewerb in 2009 in Hamburg. Des Weiteren erhielt er 2011 den Sonderpreis der Jury beim Tschaikowski-Wettbewerb in Moskau sowie 2012 den Solistenpreis des Migros-Kulturprozent in Zürich und wurde 2013 Finalist des Internationalen Clara-Haskil-Klavierwettbewerbs in Vevey.
Poizat ist Stipendiat der Friedl Wald Stiftung Basel, der »Association des Musiciens Suisses de Berne«, der Leenaards-Stiftung in Lausanne und der Marescotti-Stiftung.

## Festival und Aufnahmen
Poizat ist künstlerischer Leiter des von ihm gegründeten internationalen Festivals »Puplinge Classique« in Genf. Er ist auf CD-Einspielungen für Naxos, Ars Produktion und Piano Classics zu hören.